# Carn an Fhidhleir
Carn an Fhidhleir är ett berg i Storbritannien.   Det ligger i kommunen Highland och riksdelen Skottland, i den norra delen av landet, 600 km norr om huvudstaden London. Toppen på Carn an Fhidhleir är 994 meter över havet, eller 283 meter över den omgivande terrängen. Bredden vid basen är 16,6 km.
Terrängen runt Carn an Fhidhleir är huvudsakligen lite kuperad. Trakten runt Carn an Fhidhleir är nära nog obefolkad, med mindre än två invånare per kvadratkilometer. Det finns inga samhällen i närheten. Omgivningarna runt Carn an Fhidhleir är i huvudsak ett öppet busklandskap.